# Лайливе ім'я
Лайливе ім'я — це словесна наруга, в якій образливі або принизливі ярлики спрямовують на особу чи групу осіб. Це явище вивчають багато академічних предметів, як-от антропологія, дитяча психологія і політологія. Його також вивчають ретори та різні інші науки, які вивчають засоби пропаганди, їх причини і наслідки. Цю техніку найчастіше використовують під час політичної суперечки і в шкільній системі у спробі негативно вплинути на опонента.

## Як когнітивне упередження в пропаганді
Лайливе ім'я — це когнітивне упередження і спосіб поширення пропаганди. Пропагандисти використовують лайливі імена, щоб викликати страх в тих на хто потрапляє під дію пропаганди, який результує в утворені негативної думки про особу, групу осіб або про переконання чи ідеї.

## У політиці і громадській думці
Політики іноді вдаються до техніки лайливих імен під час політичних кампаній або громадських подій з наміром отримання переваги над, або захистом себе від, опонента чи критика. Часто такі лайливі йменування набувають форм таврування опонента як ненадійної і не вартої довіри особи.